# Kilimanjaro (musikalbum)
Kilimanjaro är The Teardrop Explodes debutalbum från 1980. När albumet ursprungligen släpptes var omslaget prytt med ett skugglikt fotograf på bandet. Det omslaget byttes dock senare ut mot en bild på berget Kilimanjaro, som albumet är namngett efter. När albumet senare släpptes på CD, var omslaget åter originalomslaget.
Arbetstiteln till albumet var Everyone Wants To Shag The Teardrop Explodes. Det namnet användes senare till utgivningar av demos för bandets tredje album, som aldrig blev klart.
Låten "Books" var ursprungligen en låt av Julian Copes tidigare band, The Crucial Three, och var även inspelad av Echo & the Bunnymen (som "Read it in Books", utgiven på b-sidan av deras debutsingel, och använd på några versioner av albumet Crocodiles).
Q Magazine rankade 2000 Kilimanjaro som nummer 95 av de 100 genom tiderna bästa brittiska albumen.

## Låtlista (originalalbumet)
1. "Ha-Ha I'm Drowning"
2. "Sleeping Gas"
3. "Treason"
4. "Second Head"
5. "Reward"
6. "Poppies"
7. "Went Crazy"
8. "Brave Boys Keep Their Promises"
9. "Bouncing Babies"
10. "Books"
11. "Thief of Baghdad"
12. "When I Dream"

### Återutgivning på CD genom SkyClad (LUCKY 7CD)
Denna återutgivning hade berget kilimanjaro på omslaget, och följande låtar:
1. "Ha-Ha I'm Drowning"
2. "Treason"
3. "Suffocate"
4. "Reward"
5. "When I Dream"
6. "Went Crazy"
7. "Brave Boys Keep Their Promises"
8. "Sleeping Gas"
9. "Books"
10. "The Thief of Baghdad"
11. "Poppies In The Field"

"Books" och "When I Dream" är producerade av Mike Howlett.
"Treason", "Suffocate" och "Reward" är producerade av Clive Langer och Alan Winstanley. 
Längd: 37:51.

### Återutgivningen från 2000
1. "Ha-Ha I'm Drowning"
2. "Sleeping Gas"
3. "Treason"
4. "Second Head"
5. "Poppies In The Field"
6. "Went Crazy"
7. "Brave Boys Keep Their Promises"
8. "Bouncing Babies"
9. "Books"
10. "The Thief of Baghdad"
11. "When I Dream"
12. "Reward"
13. "Kilimanjaro"
14. "Strange House In The Snow"
15. "Use Me"
16. "Traison (C'est Juste Une Histoire)"
17. "Sleeping Gas" (Live)

## Medverkande
- Julian Cope(en) - sång, elbas
- Alan Gill - gitarr
- David Balfe - piano, orgel, synthesizer
- Gary Dwyer - trummor
- Michael Finkler - gitarr, förutom på "Books"
- Hurricane Smith - trumpet på "Ha-Ha I'm Drowning", "Sleeping Gas", "Went Crazy"
- Ray Martinez - trumpet på "Ha-Ha I'm Drowning", "Sleeping Gas", "Went Crazy"
- Hugh Jones - tekniker
- Brian Griffin - fotograf